# Małgorzata Rogacka-Wiśniewska
Małgorzata Rogacka-Wiśniewska (ur. 9 listopada 1949 w Częstochowie) – polska aktorka teatralna i filmowa.

## Życiorys
Jej ojcem był aktor Remigiusz Rogacki, a siostrą - Barbara Rogacka, również aktorka. W 1974 roku ukończyła studia na Wydziale Aktorskim Państwowej Wyższej Szkoły Filmowej, Telewizyjnej i Teatralnej im. Leona Schillera w Łodzi. Przez całą swoją zawodową karierę związana była z teatrami łódzkimi: Powszechnym (1974-1976) oraz im. Stefana Jaracza w Łodzi (1976-1996). Grała także w przedstawieniach Teatru Telewizji oraz udzielała swego głosu jako lektor i aktor dubbingowy.
W 1989 roku została odznaczona Honorową Odznaką miasta Łodzi.

## Filmografia
- A jeśli będzie jesień (1976) - sąsiadka inwalidka
- Gdzie woda czysta i trawa zielona (1977) - Szymańska
- Seksmisja (1983) - funkcyjna azylu